# 夏侯蘭
夏侯蘭（2世纪—3世纪），冀州常山真定（今河北正定）人，官至軍正。

## 正史記述
本為曹操部將，隨夏侯惇參加了博望坡之戰，為劉備軍趙雲所擒。因與趙雲為同鄉，少小相知，故趙雲請求劉備不殺夏侯蘭，因夏侯蘭明於法律，推薦他成為軍正。而至此之後，趙雲為避嫌便不再跟夏侯蘭有私下往來。

## 演義傳述
曹操部將，於《三國演義》第39回登場，隨夏侯惇攻打新野，其未受招降，而是被張飛一槍刺死。